# شوت به افتخار
شوت به افتخار (به انگلیسی: A Shot at Glory) فیلمی محصول سال ۲۰۰۲ و به کارگردانی مایکل کورنته است. در این فیلم بازیگرانی همچون رابرت دووال، آلی مکویست، برایان کاکس، کریستی میچل، کول هاسر، مایکل کیتون، مارتین اوونز، اسکات جی. اندرسون، موراگ هود و اوون کویل ایفای نقش کرده‌اند.